# Antony Klobukowski
Antony Wladislas Klobukowski (25 tháng 9, 1855, Auxerre – 24 tháng 4, 1934, Paris) là một nhà ngoại giao người Pháp, người đã giữ chức Toàn quyền Đông Dương từ tháng 8 năm 1908 đến tháng 1 năm 1910.
Antony Klobukowski sinh ra trong một gia đình gốc Ba Lan. Cha của ông là Romain Klobukowski, người xuất thân từ một gia đình quý tộc ở Wielgomłyny, gần Łódź. Antony Klobukowski sinh tại Auxerre và học trong một trường Ba Lan ở Bagneux rồi đến Batignolles. Sau khi tốt nghiệp trung học, Klobukowski lên Paris theo học ngành luật tại Đại học Paris. Sau một thời gian làm việc tại Yonne, Deux Sèvres, Niort, Parthenay... Klobukowski sang Liên bang Đông Dương vào Sài Gòn làm việc với Thống đốc Nam Kỳ là Thomson.
Ngày 26 tháng 8 năm 1908, Antony Klobukowski được bổ làm Toàn quyền Đông Dương và giữ chức vụ này tới đầu năm 1910. Sau khi rời Đông Dương, Klobukowski trở thành Đại sứ Pháp tại Bỉ. Ông mất ngày 24 tháng 4 năm 1934 tại tư gia ở Paris.